# Lista de presidentes da Assembleia Legislativa da Bahia
Esta é a lista de presidentes da Assembleia Legislativa da Bahia.

## 1891-1930
| Nº | Nome                            | Imagem | Início do mandato  | Fim do mandato     |
| -- | ------------------------------- | ------ | ------------------ | ------------------ |
| 1  | Luís Viana (Constituinte)       |        | 7 de abril de 1891 | 2 de julho de 1891 |
| 2  | Sátiro Dias                     |        | 1891               | 1892               |
| 3  | Aristides Queiroz               |        | 1893               | 1893               |
| 4  | Francisco Moniz                 |        | 1894               | 1896               |
| 5  | Adalberto Guimarães (renunciou) |        | 1897               | 1897               |
| 6  | Cupertino de Lacerda            |        | 1897               | 1898               |
| 7  | Pedro Vianna (renunciou)        |        | 1899               | 1899               |
| 8  | Manoel Lopes Pontes             |        | 1899               | 1900               |
| 9  | Castro Cincurá                  |        | 1901               | 1902               |
| 10 | Leopoldino Tantú                |        | 1903               | 1904               |
| 11 | José Leal (renunciou)           |        | 1905               | 1905               |
| 12 | Duarte de Oliveira              |        | 1906               | 1908               |
| 13 | Freire de Carvalho              |        | 1909               | 1910               |
| 14 | Aurélio Vianna                  |        | 1911               | 1911               |
| 15 | Antônio Pessôa                  |        | 1912               | 1914               |
| 16 | Pânfilo de Carvalho             |        | 1914               | 1920               |
| 17 | João de Deus Ramos              |        | 1921               | 1923               |
| 18 | Eusébio Cardoso                 |        | 1924               | 1924               |
| 19 | Celso Spínola                   |        | 1925               | 1926               |
| 20 | Caio Moura                      |        | 1927               | 1928               |
| 21 | Alfredo Mascarenhas             |        | 1929               | 1930               |

## 1930-1945
| Nº | Nome                             | Imagem | Início do mandato | Fim do mandato | Partido |
| -- | -------------------------------- | ------ | ----------------- | -------------- | ------- |
| 1  | Corrêa de Menezes (Constituinte) |        | 1935              | 1935           | PSD     |
| 1  | Corrêa de Menezes                | 1936   | 1937              |                | PSD     |

## 1945-Atualidade
| Nº | Nome                   | Imagem                 | Início do mandato       | Fim do mandato         | Partido |
| -- | ---------------------- | ---------------------- | ----------------------- | ---------------------- | ------- |
| 1  | Junqueira Ayres        |                        | 1947                    | 1949                   | UDN     |
| 2  | Carlos Valadares       |                        | 1949                    | 1951                   | PSD     |
| 3  | Lima Teixeira          |                        | 1951                    | 1952                   | PTB     |
| 4  | Augusto Públio         |                        | 1952                    | 1955                   | PSD     |
| 5  | Cícero Dantas          |                        | 1955                    | 1956                   | UDN     |
| 6  | Arthur Leite           |                        | 1956                    | 1957                   | PSD     |
| 7  | Ladislau Cavalcanti    |                        | 1957                    | 1958                   | PSD     |
| 8  | Nathan Coutinho        |                        | 1958                    | 1959                   | UDN     |
| 9  | Orlando Spínola        |                        | 1959                    | 1960                   | UDN     |
| 10 | Antônio Brito          |                        | 1960                    | 1961                   | PSD     |
| 11 | Adelmário Pinheiro     |                        | 1961                    | 1962                   | PR      |
| 12 | Christovam Colombo     |                        | 1962                    | 1963                   | PTB     |
| 13 | Orlando Spínola        |                        | 1963                    | 1965                   | UDN     |
| 14 | Jutahy Magalhães       |                        | 1965                    | 1967                   | UDN     |
| 15 | Sacramento Neto        |                        | 1967                    | 1968                   | ARENA   |
| 16 | Honorato Viana         |                        | 1968                    | 1969                   | ARENA   |
| 17 | Wilson Lins            |                        | 1969                    | 1971                   | ARENA   |
| 18 | Orlando Spínola        |                        | 1971                    | 1973                   | ARENA   |
| 19 | Afrísio Vieira Lima    |                        | 1973                    | 1975                   | ARENA   |
| 20 | Honorato Viana         |                        | 1975                    | 1977                   | ARENA   |
| 21 | Renan Baleeiro         |                        | 1977                    | 1979                   | ARENA   |
| 22 | Barbosa Romeo          |                        | 1979                    | 1981                   | ARENA   |
| 23 | Murillo Cavalcanti     |                        | 1981                    | 1983                   | PDS     |
| 24 | Luís Eduardo Magalhães |                        | 1983                    | 1985                   | PDS     |
| 25 | Faustino Lima          |                        | 1985                    | 1986                   | PDS     |
| 26 | Filemon Matos          |                        | 1986                    | 1987                   | PMDB    |
| 27 | Coriolano Sales        |                        | 1 de fevereiro de 1987  | 1 de fevereiro de 1989 | PMDB    |
| 28 | José Amando            |                        | 1 de fevereiro de 1989  | 1 de fevereiro de 1991 | PMDB    |
| 29 | Eliel Martins          |                        | 1 de fevereiro de 1991  | 1 de fevereiro de 1993 | PFL     |
| 30 | Antônio Imbassahy      |                        | 1 de fevereiro de 1993  | abril de 1994          | PFL     |
| 31 | Eujácio Simões         |                        | 1 de maio de 1994       | 1 de janeiro de 1995   | PL      |
| 32 | Antônio Imbassahy      |                        | 1 de janeiro de 1995    | 1 de fevereiro de 1995 | PFL     |
| 33 | Otto Alencar           |                        | 1 de fevereiro de 1995  | 1 de fevereiro de 1997 | PL      |
| 34 | Antonio Honorato       |                        | 1 de fevereiro de 1997  | 10 de outubro de 2000  | PTB     |
| 35 | Reinaldo Braga         |                        | 10 de outubro de 2000   | 1 de fevereiro de 2003 | PFL     |
| 36 | Carlos Gaban           |                        | 1 de fevereiro de 2003  | 1 de fevereiro de 2005 | PFL     |
| 37 | Clóvis Ferraz          |                        | 1 de fevereiro de 2005  | 1 de fevereiro de 2007 | PFL     |
| 38 | Marcelo Nilo           |                        | 1 de fevereiro de 2007  | 1 de fevereiro de 2009 | PSDB    |
|    | Marcelo Nilo           | 1 de fevereiro 2009    | 1 de fevereiro 2011     | PDT                    |         |
|    | Marcelo Nilo           | 1 de fevereiro 2011    | 1 de fevereiro 2013     | PDT                    |         |
|    | Marcelo Nilo           | 1 de fevereiro 2013    | 1 de fevereiro 2015     | PDT                    |         |
|    | Marcelo Nilo           | 1 de fevereiro 2015    | 1 de fevereiro 2017     | PDT                    |         |
| 39 | Angelo Coronel         |                        | 1 de fevereiro de 2017  | 1 de fevereiro de 2019 | PSD     |
| 39 | Nelson Leal            |                        | 1 de fevereiro de 2019  | 1 de fevereiro de 2021 | PP      |
| 40 | Adolfo Menezes         |                        | 1 de fevereiro de 2021  | 1 de fevereiro de 2023 | PSD     |
| 40 | Adolfo Menezes         | 1 de fevereiro de 2023 | 3 de fevereiro de 2025  |                        | PSD     |
| 40 | Adolfo Menezes         | 3 de fevereiro de 2025 | 10 de fevereiro de 2025 |                        | PSD     |
| 41 | Ivana Bastos           |                        | 10 de fevereiro de 2025 | Em exercício           | PSD     |